# Campeonato Italiano de Rugby 2003-04
El Campeonato de Rugby de Italia de 2003-04 fue la 74.ª edición de la primera división del rugby de Italia.

## Sistema de disputa
El torneo se desarrolló en dos etapas, una fase regular en la cual los equipos disputaron encuentros en condición de local y de visitante frente a cada uno de sus rivales.
Luego se disputará una etapa de eliminación directa, en la cual los primeros cuatro equipos de la fase regular clasifican a las semifinales en la búsqueda por el campeonato.
El último equipo en la tabla general desciende directamente a la Serie B.

## Desarrollo
- Tabla de posiciones:[1]

| Pos. | Equipo             | Encuentros | Encuentros | Encuentros | Encuentros | Tantos | Tantos | Tantos | PB | Puntos |
| Pos. | Equipo             | PJ         | PG         | PE         | PP         | F      | C      | Dif    | PB | Puntos |
| ---- | ------------------ | ---------- | ---------- | ---------- | ---------- | ------ | ------ | ------ | -- | ------ |
| 1.º  | Benetton Treviso   | 18         | 18         | 0          | 0          | 619    | 324    | +295   | 9  | 81     |
| 2.º  | Rugby Calvisano    | 18         | 12         | 0          | 6          | 491    | 338    | +153   | 11 | 59     |
| 3.º  | Rugby Calvisano    | 18         | 10         | 1          | 7          | 448    | 375    | +73    | 9  | 51     |
| 4.º  | Rugby Parma        | 18         | 9          | 2          | 7          | 447    | 390    | +57    | 8  | 44     |
| 5.º  | Rugby Rovigo       | 18         | 8          | 0          | 10         | 487    | 432    | +55    | 11 | 43     |
| 6.º  | Petrarca Padova    | 18         | 8          | 2          | 8          | 405    | 421    | -16    | 6  | 42     |
| 7.º  | GRAN Parma         | 18         | 7          | 1          | 10         | 418    | 450    | -32    | 10 | 40     |
| 8.º  | L'Aquila Rugby     | 18         | 6          | 0          | 12         | 302    | 497    | -195   | 7  | 31     |
| 9.º  | Leonessa           | 18         | 5          | 1          | 12         | 345    | 462    | -117   | 8  | 30     |
| 10.º | Rugby Roma Olimpic | 18         | 3          | 1          | 14         | 330    | 603    | -273   | 3  | 17     |

|  | Clasificado a Semifinales. |
|  | Descendido a la Serie B.   |

### Semifinales
| Equipo 1        | Equipo 2         | Ida   | Vuelta |
| --------------- | ---------------- | ----- | ------ |
| Rugby Parma     | Benetton Treviso | 13-13 | 6-41   |
| Rugby Calvisano | Rugby Viadana    | 22-19 | 21-6   |

### Final
| 19 de junio de 2004 | Benetton Treviso | 22 - 10 | Rugby Calvisano |  |  |

| Bandera de Italia        |
| Campeón Benetton Treviso |
| Décimo primer título     |